# Харсаїм
Харсаї́м (рос. Харсаим) — село у складі Приуральського району Ямало-Ненецького автономного округу Тюменської області, Росія. Входить до складу Аксарківського сільського поселення.
Населення — 575 осіб (2010, 554 у 2002).
Національний склад станом на 2002 рік: ханти — 47 %.